# エピロドデンドリン
エピロドデンドリン（Epirhododendrin）は、アリルブタノイドグリコシド、フェニルプロパノイド、天然フェノールである。ロドデンドリンのエピマーである。